# Udo Zilkens

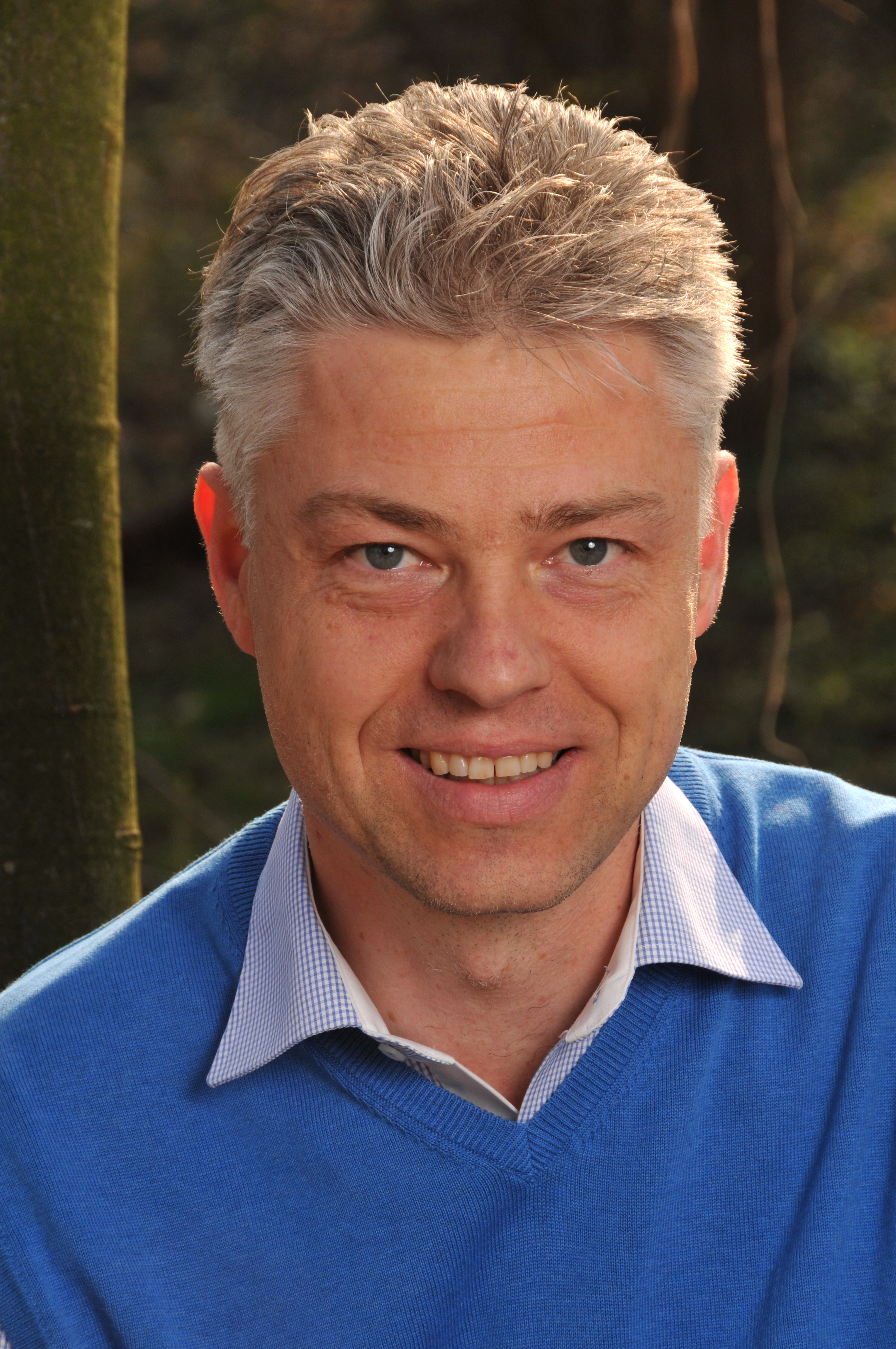
Udo Zilkens, Düsseldorf 2014

Udo Zilkens (* 1. Juli 1964 in Wuppertal) ist ein deutscher Musikwissenschaftler, Komponist und Musikpädagoge.

## Leben
Udo Zilkens studierte in Köln Schulmusik, Tonsatz, Hörerziehung, Musikwissenschaft, Pädagogik und Mathematik. Seine musikpädagogische Ausbildung als Studienreferendar absolvierte er am Humboldt-Gymnasium Düsseldorf. Zilkens promovierte 1994 über das Thema Beethovens Finalsätze in den Klaviersonaten an der Universität zu Köln bei Hans Schmidt. In der Edition Tonger veröffentlichte er in den Jahren 1993 bis 1999 die Schriftenreihe Berühmte Musikwerke im Spiegel ihrer Interpretationen mit Studien über Vivaldi, Bach, Haydn, Beethoven, Schubert, Schumann, Debussy und Bartók. An Kompositionen entstanden seit 2000 vor allem Klavierwerke, aber auch Orchesterwerke. Derzeit ist er als Musik- und Mathematiklehrer in Düsseldorf tätig. Als Autor von Gitarrenschulen organisiert er Kurse „JelGi – Jeder lernt Gitarre“ in Bibliotheken bundesweit.

## Liederhefte und Mini-Musicals mit Bildkarten
- Beliebte Kinderlieder mit Bildkarten, Geschichten und Tipps für Gitarre, Orff-Instrumente und JelGi. Schott Music, Mainz 2024, ISBN 978-3-7957-3285-1.
- Populäre Lieder mit Bildkarten, Geschichten und Tipps für Gitarre, Orff-Instrumente und JelGi. Schott, Mainz 2023, ISBN 978-3-7957-3158-8.
- Mini-Musicals und Erzähltheater über Lieder mit 1 Akkord. Schott, Mainz 2022, ISBN 978-3-7957-3051-2.
- Mini-Musicals und Erzähltheater über Reisen, Fahren und Fliegen. Schott, Mainz 2023, ISBN 978-3-7957-2786-4.
- Mini-Musicals und Erzähltheater über Märchen mit Tieren. Schott Music, Mainz 2021, ISBN 978-3-7957-2310-1.
- Mini-Musicals und Erzähltheater über Fabeln und Märchen. Schott, Mainz 2019, ISBN 978-3-7957-1681-3.
- Mini-Musicals und Erzähltheater über Tiere, Frühling und Weihnachten. Schott, Mainz 2020, ISBN 978-3-7957-1680-6.
- Mini-Musicals und Erzähltheater für Feiern und Festtage. Schott, Mainz 2019, ISBN 978-3-7957-1683-7.
- Mini-Musicals und Erzähltheater über Laternelaufen und Sankt Martin. Schott, Mainz 2021, ISBN 978-3-7957-2297-5.
- Mini-Musicals und Erzähltheater über Hasen, Hühner und Ostern. Schott, Mainz 2022, ISBN 978-3-7957-2414-6.
- Mini-Musicals und Erzähltheater für Herbst und Weihnachten. Schott, Mainz 2019, ISBN 978-3-7957-1682-0.

## Musikpädagogische Schriften
- Jeder lernt Gitarre. Die JelGi-Methode von 2 bis 100 Jahren. Mainz 2017, ISBN 978-3-7957-1206-8.
- Jeder lernt Gitarre mit 100 einfachen Anschlagsarten. 1 DVD, Mainz 2018, ISBN 978-3-7957-1275-4.
- Jeder lernt Gitarre mit Orff-Instrumenten und Boomwhackers. Mainz 2017, ISBN 978-3-7957-1276-1.
- Jeder lernt Gitarre. Liedbegleitung leicht gemacht. Mainz 2013/2018, ISBN 978-3-7957-4851-7, mit CD ISBN 978-3-7957-1236-5.
- Jeder lernt Gitarre. Neue Lieder mit 1 oder 2 Akkorden. 2 CDs, Mainz 2016, ISBN 978-3-7957-0962-4.
- Jeder lernt Gitarre. Neue Lieder mit Bewegung. 1 CD, Mainz 2016, ISBN 978-3-7957-1051-4.
- Jeder lernt Gitarre. Neue Lieder im Frühling. 1 CD, Mainz 2017, ISBN 978-3-7957-1075-0.
- Jeder lernt Gitarre. Neue Lieder im Sommer. 1 CD, Mainz 2018, ISBN 978-3-7957-1205-1.
- Jeder lernt Gitarre. Neue Lieder im Herbst. 1 CD, Mainz 2017, ISBN 978-3-7957-1068-2.
- Jeder lernt Gitarre. Neue Lieder für Weihnachten. 1 CD, Mainz 2018, ISBN 978-3-7957-1258-7.
- Jeder lernt Gitarre. Neue Lieder im Winter. 1 CD, Mainz 2018, ISBN 978-3-7957-1257-0.
- Jeder lernt Gitarre. Populäre Lieder und Schlager. Mainz 2016, ISBN 978-3-7957-1071-2.
- Jeder lernt Gitarre. Populäre Lieder und Songs. Mainz 2015, ISBN 978-3-7957-0958-7.
- Enjoy Learning Guitar. Playing Songs Easily. Mainz 2014, ISBN 978-3-7957-4923-1.
- Gitaar voor iedereen. Eenvoudige liedbegeleiding. Mainz 2015, ISBN 978-3-7957-4987-3.

Als E-Books für Gitarre veröffentlicht Zilkens pädagogisch aufbereitete Liederbücher.
- Lieder mit 1 Akkord, Lieder mit 2, 3, 4, 5 oder 6 Akkorden.
- Lieder über Vögel, Lieder über Haustiere, Lieder über wilde Tiere
- Lieder über Jahreszeiten, Lieder über Tageszeiten und Lieder über andere Themen
- Popular Children's Songs, Popular Folksongs, Popular Spirituals, Popular Christmas Carols

## Musikwissenschaftliche Schriften
- Antonio Vivaldi. Zwischen Naturalismus und Pop. Die vier Jahreszeiten. Tonger, Köln 1996, ISBN 3-920950-26-7.
- Johann Sebastian Bach. Zwischen Zahlenmystik und Jazz. Die Eröffnung des Wohltemperierten Klaviers. Tonger, Köln 1996, ISBN 3-920950-24-0.
- Joseph Haydn. Kaiserhymne und Sonnenaufgang. Die Erdödy-Streichquartette. Tonger, Köln 1997, ISBN 3-920950-30-5.
- Beethovens Finalsätze in den Klaviersonaten. Allgemeine Strukturen und individuelle Gestaltung. Tonger, Köln 1994, ISBN 3-920950-03-8.
- Franz Schubert. Vom Klavierlied zum Klavierquintett. Die Forelle. Tonger, Köln 1997, ISBN 3-920950-29-1.
- Robert Schumann. Die Kinderszenen im Spiegel ihrer Interpretationen seit Clara Schumann. Tonger, Köln 1996, ISBN 3-920950-27-5.
- Claude Debussy spielt Debussy. Estampes, Children‘s Corner, Préludes u. a. Tonger, Köln 1998, ISBN 3-920950-32-1.
- Béla Bartók spielt Bartók. Allegro barbaro, Volkstänze und Bauernlieder, Für Kinder, Mikrokosmos u. a. Tonger, Köln 1999, ISBN 3-920950-34-8.
- Gehörbildung. Tonger, Köln 1993, ISBN 3-920950-01-1.

## Kompositionen
- Klavierwerke, z. B. Klavierfantasien, Klaviersonaten, Charakterstücke
- Rheinische Trilogie für Orchester: Schloss Benrath – Die Düssel – Der Rhein